# Pristimantis degener
Espèce
Synonymes
- Eleutherodactylus degener Lynch & Duellman, 1997

Statut de conservation UICN

 EN B1ab(iii) : En danger
Pristimantis degener est une espèce d'amphibiens de la famille des Craugastoridae.

## Répartition
Cette espèce se rencontre entre 830 et 1 200 m d'altitude :
- dans la province d'Esmeraldas en Équateur ;
- dans le département de Nariño en Colombie.

## Description
L'iris de ces grenouilles est orange. Le mâle mesure 22,2 mm  et les femelles de 31,0 à 32,7 mm.

## Publication originale
- Lynch & Duellman, 1997 : Frogs of the genus Eleutherodactylus (Leptodactylidae) in western Ecuador: systematics, ecology, and biogeography. Special Publication, Natural History Museum, University of Kansas, no 23, p. 1-236 (texte intégral).